# 김해활천초등학교
김해활천초등학교는 대한민국 경상남도 김해시 지내동에 있는 초등학교이다.

## 연혁
- 1945년 5월 20일 김해활천공립국민학교 개교(설립인가 5월 1일)(LS네트웍스 김해공장 자리)
- 1975년 12월 31일 현 위치(삼안로24번길 7)로 이전
- 1992년 3월 1일 삼방국민학교 분리(46학급)
- 1996년 3월 1일 김해활천초등학교로 개칭
- 2008년 4월 1일 인조잔디구장 개장
- 2011년 2월 9일 여자축구단 창단
- 2017년 3월 1일 성인문해학당 《활천만학당》 운영
- 2018년 4월 12일 본관 내진보강공사 완료
- 2018년 11월 12일 공기청정기 임대 설치(30대, 교육청 지원)
- 2018년 12월 30일 미래형 컴퓨터실(1실) 구축
- 2019년 2월 19일 제74회 졸업식 (110명, 누계 12,611명 졸업)
- 2019년 3월 1일 제21대 최광종 교장 부임
- 2019년 3월 1일 31학급 편성(특수 2학급 포함)
- 2019년 9월 24일 다목적강당 해마루관 개관식
- 2020년 2월 14일 제75회 졸업식(126명, 누계 12,737명 졸업)
- 2020년 3월 1일 28학급 편성(특수 2학급 포함)

## 참고 자료
- 김해활천초등학교 - 한국교육학술정보원 학교알리미